# Anatomía de las setas
Las setas son  cuerpos fructíferos, productores de esporas (esporocarpos), que desarrollan ciertos hongos, no todos, solo aquellos que en las antiguas clasificaciones se llamaban «hongos superiores», una denominación hoy obsoleta.

## Basidiomicetos

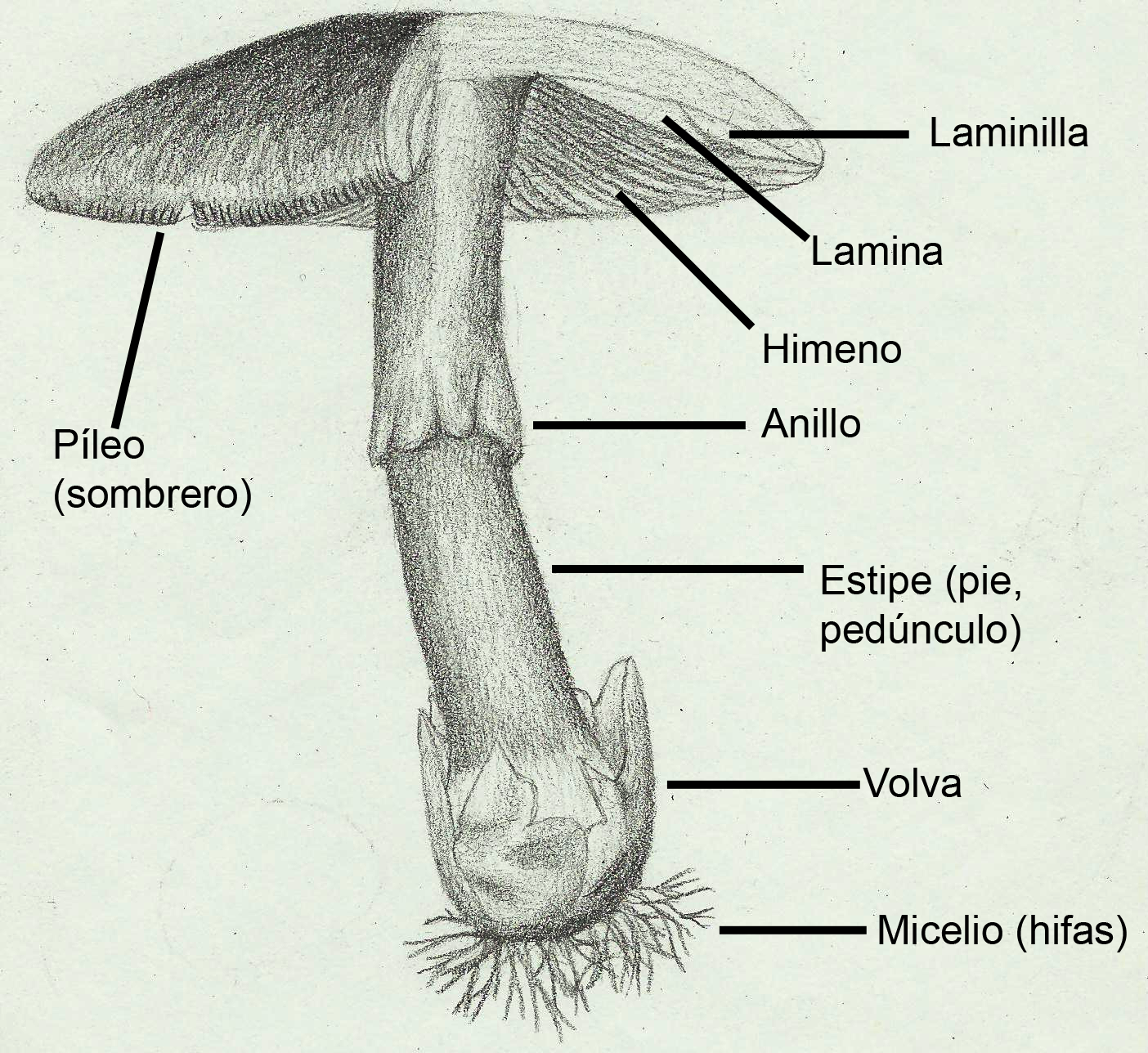
Diagrama general de un hongo superior. En la imagen, la Amanita caesarea ha sido distorsionada, normalmente no tienen a las láminas cubriendo a las laminillas, son libres.

El esporocarpo o cuerpo fructífero de los basidiomicetos está conformados normalmente por las siguientes partes:
- Píleo. También llamado sombrero, es la parte del cuerpo fructífero del hongo que sustenta la superficie donde se alojan las esporas —es decir: el conjunto de láminas y laminillas, conocido como himenio—.[2]
- Himenio. Es el conjunto de láminas y laminillas, es la parte fértil del hongo.
  - Láminas. Son las estructuras bajo el sombrero que actúan como unión de las laminillas con el pie.
  - Laminillas. Son las que contienen los basidios, y estos a su vez son los que generan las esporas.
- Anillo. Sólo presente en algunos hongos, es el resto del velo parcial al romperse para exponer a las esporas. El velo parcial es la estructura de algunos hongos para proteger el desarrollo del himenio.
- Estipe. También llamado pie o pedúnculo, es el que sostiene el sombrero. Está conformado por tejido estéril hifal.
- Volva. Sólo presente en algunos hongos, es el resto dejado por el velo universal. El velo universal es una cubierta que cubre por completo a un hongo inmaduro, en algunos casos —como en la amanita muscaria— deja un resto visible en el sombrero.
- Micelio se llama al conjunto de hifas, filamentos formados por células alineadas, de que está constituido el cuerpo de las fases pluricelulares de ciertos hongos. Tanto los esporocarpos como las partes vegetativas de esos hongos están constituidos por micelio, que en los cuerpos compactos como las setas puede describirse como un falso tejido, en concreto uno llamado plecténquima, y en las partes vegetativas, dedicadas a la nutrición, se presenta como una masa algodonosa abierta de hifas bien separadas.